# Jurij Fjodorovics Sziszikin
Jurij Fjodorovics Sziszikin (oroszul: Юрий Фёдорович Сисикин) (Szaratov, 1937. május 15. –) szovjet színekben olimpiai és világbajnok orosz tőrvívó, versenybíró.